# Puerto del Pontón
El puerto del Pontón es un paso de montaña que alcanza una cota máxima de 1280 m s. n. m., situado en la provincia de León (Castilla y León, España). Da acceso a la localidad de Oseja de Sajambre a través de la N-625, atravesando de SE a NO la cordillera Cantábrica.

## Localización
De SE a NO, su inicio se localiza en la localidad de Riaño (León), a 1148 m s. n. m. por la carretera N-625, alcanza su máxima cota a 1280 m s. n. m., exactamente en el punto 43°06′46″N 5°0′54″O / 43.11278, -5.01500. En su vertiente norte puede situarse su inicio en Puente Vidosa (Asturias) a 280 m s. n. m. de altitud si bien la carretera viene ascendiendo siguiendo la N-625 desde Cangas de Onis, a 62 m s. n. m., hasta su cima tras 45,7 km de ascensión. 

## Flora y fauna

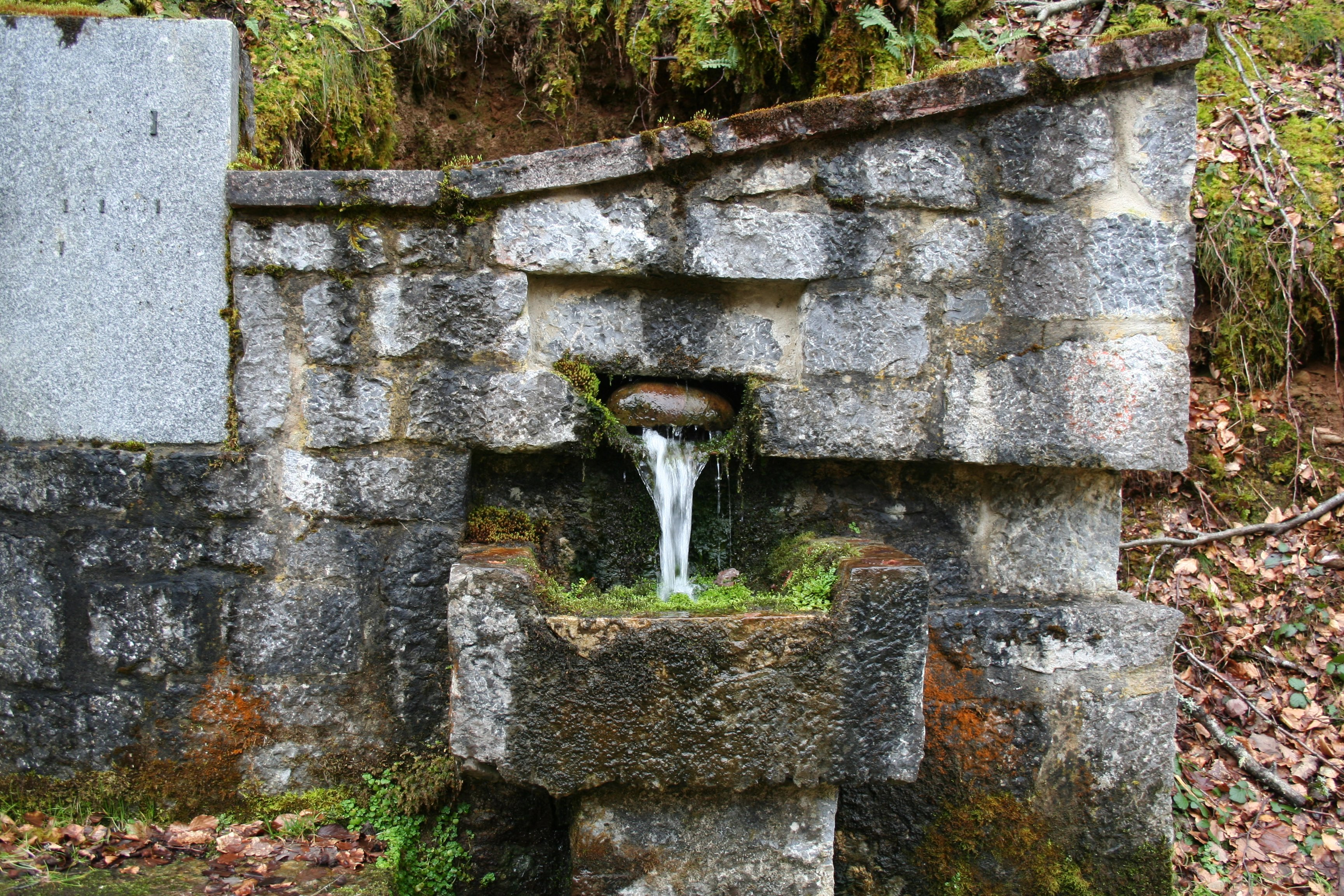
Fuente en el puerto del Pontón.

La fauna en torno al puerto del Pontón es rica, y en algunos casos, en especies en claro peligro de extinción, como el oso pardo, del que quedan las últimas unidades en la cordillera Cantábrica y el urogallo, también característico de la misma, pero los animales más característicos por estos montes son el corzo, el venado, el jabalí, la ardilla o el zorro. También el lobo hizo su aparición por estos montes, pero está en claro retroceso. Entre las aves destacar el buitre leonado, el águila real y la perdiz, además de muchas otras especies animales de menor tamaño, roedores y reptiles.
La flora del entorno es rica en especies arbóreas como enebro, abedul, haya y roble albar, así como algún pinar de repoblación; matorrales como, piornales y brezales, así como plantas y hierbas como el cardal, stellaria, calluna y helecho. El monte bajo también es rico en pastizales.

## Vuelta ciclista a España
Este puerto ha formado parte del recorrido de la Vuelta ciclista a España en dos ocasiones, en 1983 catalogado como puerto de 3ª categoría y en 1986 cuando se ascendió por su vertiente más dura, la norte, como puerto de 1ª categoría, dentro de la etapa que dicurrió entre Cangas de Onís y Oviedo.